# Печерні храми острова Елефанта
18°58′0″ пн. ш. 72°56′9″ сх. д. / 18.96667° пн. ш. 72.93583° сх. д.
Печерні храми острова Елефанта (англ. Elephanta Caves, маратхі: घारापुरीच्या लेण्या) — комплекс шайвістських храмів в центральній частині острова Елефанта (Ґгарапурі) в Аравійському морі біля міста Мумбаї, Індія. Так зване «Місто Печер» містить велику колекцію наскельного мистецтва, присвяченого культу бога Шиви. Із 1987 комплекс входить до списку об'єктів Світової спадщини ЮНЕСКО.